# Drymaria viscosa
Drymaria viscosa är en nejlikväxtart som beskrevs av Sereno Watson. Drymaria viscosa ingår i släktet Drymaria och familjen nejlikväxter. Inga underarter finns listade i Catalogue of Life.